# Lithosia pavescens
Lithosia pavescens är en fjärilsart som beskrevs av Daniel 1954. Lithosia pavescens ingår i släktet Lithosia och familjen björnspinnare. Inga underarter finns listade i Catalogue of Life.